# Piazza del Duomo (Milán)
Piazza del Duomo ("Dómové náměstí") je hlavní piazza (městské náměstí) v italském Miláně. Svůj název získal po své dominantě, katedrále Narození Panny Marie (italsky Duomo).

## Poloha

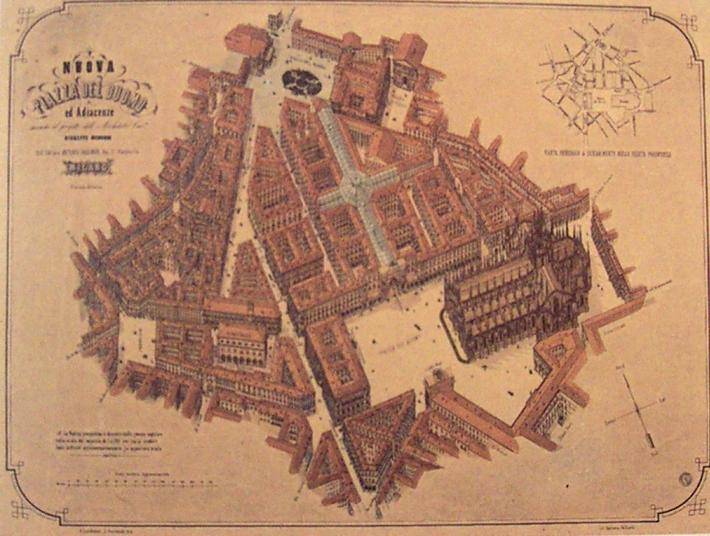
Plány Giuseppe Mengoniho, které se v mnohém promítají do dnešní podoby Piazza del Duomo. Nejzajímavějším prvkem je chybějící vítězný oblouk na jižní straně, symetricky s obloukem vedoucím do Galerie Viktora Emanuela II.

Piazza del Duomo mezi roky 1890 a 1900

Náměstí se nachází v samém středu města, a to jak ve smyslu geografickém, tak svým uměleckým, kulturním a společenským významem. Má tvar pravidelného obdélníku o celkové rozloze 17 000 m2, který se rozkládá od západu k východu. Na náměstí se nachází několik významných milánských budov (významných pro celou Itálii), stejně jako nejprestižnější obchodní instituce.

## Dějiny
Náměstí původně vzniklo ve 14. století, od té doby postupně prošlo mnoha stavebními upravovami (podobně jako katedrála, jejíž výstavba od položení základního kamene po dokončení trvala asi 600 let), ovšem celkový koncept ve své současné podobě je dílem architekta Giuseppe Mengoniho z druhé poloviny 19. století. Monumentální stavby, které ohraničují náměstí (s výjimkou katedrály a královského paláce) byly navrženy Mengonim. Zřejmě nejzajímavějším Mengoniho příspěvkem na náměstí je oblouk do Galerie Viktora Emanuela II.
Původ Piazza del Duomo je možné vysledovat v době Azzone Viscontiho (milánského z let 1329 až 1339). Roku 1330, Azzone nařídil demolici hostinců, které obklopovaly dva tehdejší hlavní chrámy v Miláně, Basilica di Santa Maria Maggiore a Basilica di Santa Tecla, a vytvořil tak náměstí s tržištěm, zvané Piazza dell'Arengo, které předznamenalo podobu dnešního Piazza del Duomo. Náměstí dostalo svůj tehdejší název podle arengaria (známého též jako "broletto"), tj., sídla místní správy. Z původního náměstí Piazza dell'Arengario se však žádná ze staveb nedochovala.
Azzonův nástupce Gian Galeazzo Visconti náměstí dále rozšířil, když nařídil demolici biskupského domu (roku 1385) a baptistery San Giovanni alle Fonti (roku 1387). V následujících dekádách se náměstí příliš nerozvíjelo, avšak jedna ze dvou bazilik – Santa Maria Maggiore – byla zbourána poté, co započaly práce na výstavbě katedrály. Roku 1458, papež Pius II. udělil Francescu Sforzovi a společnosti odpovědnou za stavbu katedrály Veneranda fabbrica del Duomo di Milano souhlas k demolici baziliky Svaté Tekly, z důvodu vytvoření prostoru, který by odpovídal velkoleposti dómu. Poněkud nesmyslně byla v následujících letech bazilika částečně renovována, aby byla poté v polovině 16. století definitivně zbourána.
Další velká změna námějstí proběhla ve druhé polovině 18. století, kdy architekt Giuseppe Piermarini zcela přepracoval někdejší arengario na moderní královský palác (Palazzo Reale di Milano). Vedlejším efektem Piermariniho návrhu byl vznik nového menšího náměstíčka přiléhajícího k Piazza del Duomo, čímž rozšířil otevřený prostor náměstí.

## Významné objekty na náměstí
- Katedrála Narození Panny Marie se zbytky baziliky sv. Tekly
- Královský palác
- Palazzo Carminati
- Palazzo dell'Arengario
- Galerie Viktora Emanuela II.
- Socha Viktora Emanuela II. (Milán)